# 1981-es angol labdarúgókupa-döntő
Az 1981-es FA-kupa döntőt a Tottenham Hotspur és a Manchester City játszotta a Wembley Stadionban. A mérkőzés 1–1-es döntetlennel végződött; Tommy Hutchison szerezte a mérkőzés első gólját a City-nek, majd 11 perccel a lefújás előtt öngólt szerzett, amivel kiegyenlítette az állást. Az újrajátszást a Tottenham nyerte 3–2-re; Ricky Villa (2 gól) és Garth Crooks góljaival. A City góljait Steve MacKenzie és Kevin Reeves szerezte.
Ez volt a 100. FA-kupa döntő.

## Döntő
| 1981. május 9. |

| Tottenham Hotspur     | 1–1 (h.u.) | Manchester City |
| --------------------- | ---------- | --------------- |
| Hutchison 79' (öngól) | (0–0)      | 30' Hutchison   |

| Wembley Stadion, London Nézőszám: 100 000 Játékvezető: Keith Hackett (Dél-Yorkshire) |

| Tottenham | Man City |

| TOTTENHAM HOTSPUR: |    |                |
|                    |    |                |
| GK                 | 1  | Aleksic        |
| RB                 | 2  | Hughton        |
| CB                 | 3  | Miller         |
| LB                 | 4  | Roberts        |
| CB                 | 5  | Perryman (csk) |
| CB                 | 6  | Villa 68'      |
| CM                 | 7  | Ardiles        |
| RM                 | 8  | Archibald      |
| CF                 | 9  | Galvin         |
| CF                 | 10 | Hoddle         |
| LM                 | 11 | Crooks         |
| Csere:             |    |                |
| MF                 | 12 | Brooke 68'     |
| Edző:              |    |                |
| Keith Burkinshaw   |    |                |

| MANCHESTER CITY: |    |               |
|                  |    |               |
| GK               | 1  | Corrigan      |
| RB               | 2  | Ranson        |
| LB               | 3  | McDonald      |
| CM               | 4  | Reid          |
| CB               | 5  | Power (csk)   |
| LM               | 6  | Caton         |
| CM               | 7  | Bennett       |
| CM               | 8  | Gow           |
| RM               | 9  | MacKenzie     |
| CF               | 10 | Hutchison 82' |
| CF               | 11 | Reeves        |
| Csere:           |    |               |
| RM               | 12 | Henry 82'     |
| Edző:            |    |               |
| John Bond        |    |               |

| SZABÁLYOK - 90 perces játékidő - 30 perc hosszabbítás, ha szükséges - Újrajátszás döntetlen esetén - Egy cserejátékos |

## Újrajátszás
| 1981. május 14. |

| Tottenham Hotspur        | 3–2               | Manchester City          |
| ------------------------ | ----------------- | ------------------------ |
| Villa 8', 76' Crooks 70' | (1–1) Jegyzőkönyv | 11' MacKenzie 50' Reeves |

| Wembley Stadion, London Nézőszám: 92 000 Játékvezető: Keith Hackett (Dél-Yorkshire) |

| Tottenham | Man City |

| TOTTENHAM HOTSPUR: |    |                |
|                    |    |                |
| GK                 | 1  | Aleksic        |
| RB                 | 2  | Hughton        |
| CB                 | 3  | Miller         |
| LB                 | 4  | Roberts        |
| CB                 | 5  | Perryman (csk) |
| CB                 | 6  | Villa          |
| CM                 | 7  | Ardiles        |
| RM                 | 8  | Archibald      |
| CF                 | 9  | Galvin         |
| CF                 | 10 | Hoddle         |
| LM                 | 11 | Crooks         |
| Csere:             |    |                |
| MF                 | 12 | Brooke         |
| Edző:              |    |                |
| Keith Burkinshaw   |    |                |

| MANCHESTER CITY: |    |                   |
|                  |    |                   |
| GK               | 1  | Corrigan          |
| RB               | 2  | Ranson            |
| LB               | 3  | McDonald 79'      |
| CM               | 4  | Reid              |
| CB               | 5  | Power (csk)       |
| LM               | 6  | Caton             |
| CM               | 7  | Bennett           |
| CM               | 8  | Gow               |
| RM               | 9  | MacKenzie         |
| CF               | 10 | Hutchison         |
| CF               | 11 | Reeves            |
| Csere:           |    |                   |
| RM               | 12 | Dennis Tueart 79' |
| Edző:            |    |                   |
| John Bond        |    |                   |

| SZABÁLYOK - 90 perces játékidő - 30 perc hosszabbítás, ha szükséges - Újrajátszás döntetlen esetén - Egy cserejátékos |